# Cryphioxena haplomorpha
Cryphioxena haplomorpha är en fjärilsart som beskrevs av Edward Meyrick, 1921. Cryphioxena haplomorpha ingår i släktet Cryphioxena och familjen gräsmalar, Elachistidae. Inga underarter finns listade i Catalogue of Life.